# ایلدا (مجموعه تلویزیونی)
ایلدا یک مجموعه تلویزیونی ایرانی به کارگردانی راما قویدل و تهیه‌کنندگی سید علیرضا سبط احمدی است که  از ۴ مهر ۱۳۹۹ تا ۱ آبان ۱۳۹۹ از شبکه یک پخش شد.

## فیلمبرداری
این مجموعه که به دلاوری های قوم لر در جنگ تحمیلی اشاره دارد در چند منطقه روستایی استان لرستان تصویربرداری شده است

## بازیگران
| بازیگر              | نقش            | توضیحات                                                                          |
| ------------------- | -------------- | -------------------------------------------------------------------------------- |
| مجید مظفری          | صالح خان       | پسر شیر علی خان، پدر سیاوش و آساره و گلاره                                       |
| فاطمه گودرزی        | داگُل           | زن صالح خان، مادر سیاوش، آساره، گلاره                                            |
| پوریا پورسرخ        | ایرج           | پسر نامدار خان، برادر کوچک نصیرخان                                               |
| خسرو شهراز          | نصیر خان       | بزرگ نصیر آباد، برادر بزرگ ایرج، پدر یاور و گودرز                                |
| جعفر دهقان          | استوار کاکاوند | فرمانده پاسگاه هنگ مرزی صالح آباد                                                |
| کاظم هژیرآزاد       | شیرعلی خان     | بزرگ صالح آباد، پدر صالح خان، پدربزرگ سیاوش، هاویر، شیرزاد، آساره، گلاره، یاسمین |
| مینا نوروزی         | داخاتون        | زن نصیر خان، مادر یاور و گودرز                                                   |
| کوروش سلیمانی       | شیرزاد         | نوه شیرعلی، نامزد سابق هاویر                                                     |
| غلامرضا علی‌اکبری    | شیخ رحیم       | آخوند روستا                                                                      |
| سینا رازانی         | کریم           | داماد صالح خان، همسر آساره                                                       |
| مهدی صبایی          | منصور          | دوست و شوهر خواهر صالح خان، داماد شیرعلی                                         |
| مسعود چوبین         | مثقالی         | مش مثقالی وانت دار                                                               |
| رضا نجفی            | عمو برفی       | رفیق شیر علی                                                                     |
| آوا دارویت          | هاویر          | نوه شیر علی، نامزد و دخترعموی شیرزاد، دختر زیور                                  |
| بهروز چاهل          | دکتر هندی      | پزشک هندی                                                                        |
| محمدصادق ملک        | جابر و قادر    | گوش بر                                                                           |
| سیامک ادیب          | قباد           | همدست جابر و قادر                                                                |
| معصومه بافنده       | آساره          | زن کریم،دختر صالح                                                                |
| پویان گنجی          | یاور           | پسر بزرگ نصیر خان، نامزد گندم                                                    |
| دریا مرادی دشت      | گندم           | نامزد یاور، دختر مش سلیمان                                                       |
| زینب قادری          | گلاره          | دختر صالح، زن فرهاد                                                              |
| مسعود امین ناجی     | بهادر          |                                                                                  |
| طیبه دوست           | زیور           | دختر عموی نصیر و ایرج، مادر هاویر، عروس شیر علی                                  |
| منصور نواصری        | کامل           | دوست عراقی ایرج                                                                  |
| امید محمدنژاد       | کیومرث         |                                                                                  |
| فاطمه آقابابایی     | ننه نازار      | از اهالی روستا                                                                   |
| پیمان کریم‌زاده      | گروهبان واحدی  |                                                                                  |
| ناهید عساکره        | راحیل          | دختر کربلایی طالب                                                                |
| سید امیرسالار قوامی | سیاوش          | نوه شیر علی، پسر صالح و داگل                                                     |
| سینا قاسمی نصر      | گودرز          | پسر کوچک نصیرخان و داخاتون                                                       |
| علیرضا مهاجر        | سالار          | شاگرد قهوه چی،دوست سیاوش و گودرز                                                 |